# Canbya candida
Canbya candida är en vallmoväxtart som beskrevs av Charles Christopher Parry och Asa Gray. Canbya candida ingår i släktet Canbya och familjen vallmoväxter. Inga underarter finns listade i Catalogue of Life.